# Перитектоїдна реакція
Перитектоїдна реакція (англ. peritectoid reaction) — ізотермічна, оборотна реакція в твердому стані, в якій при охолодженні бінарна, потрійна, ...., n-на система переходить у одну, дві, ..., n–1 нові тверді фази. 
Наприклад, реакція в бінарній системі, що має дві тверді фази α‘ та α“, яка йде з утворенням однієї фази β.
α‘ + α“ → β.
Синонім — метатектоїдна реакція.